# 1202 dans les croisades
Cette page regroupe les évènements concernant les Croisades qui sont survenus en 1202 :
- automne : les croisés de la quatrième croisade se réunissent à Venise mais n'ont pas la somme convenue pour le voyage. Le doge Enrico Dandolo leur propose de prendre Zara, cité dalmate sous suzeraineté hongroise, pour le compte de Venise en échange d'un délai pour le paiement du reste de la somme[1].
- 1er octobre : les croisés s'embarquent à Venise en direction de Zara[2].
- 13 novembre - 24 novembre : siège et prise de Zara par les croisés[2].